# عباس قدیرمحسنی
عباس قدیرمحسنی(زادهٔ ۱۶ بهمن ۱۳۵۱ در تهران) نویسنده و طنزپرداز ایرانی است. بیشتر آثار او در حوزه کودک و نوجوان است و علاوه بر آن در مطبوعات ایران نیز فعالیت دارد.

## فعالیت
عباس قدیرمحسنی کار خود را با همکاری با کانون پرورش فکری کودکان و نوجوانان آغاز کرد و در کنار آن به نوشتن داستان و مقاله برای مجلات و روزنامه‌های ایران روی آورد. در این مدت عمده‌ی آثار او در مجلات کودک و نوجوان از جمله کیهان بچه‌ها، سلام بچه‌ها، پوپک و بچه‌ها گل‌آقا، و با نام مستعار باباقدیر منتشر می‌شد. در این مدت انتشار آثار فانتزی کودکان و داستان‌های واقع‌گرایانه برای نوجوانان بخش عمده‌ای از نوشته‌های قدیرمحسنی را تشکیل می‌دادند. در کنار انتشار این آثار قدیرمحسنی به فعالیت در حوزه‌های نقد و داوری در جشنواره‌های داستان نیز می‌پرداخت که از مهم‌ترین آن‌ها می‌توان به داوری دومین جشنواره طنز کانون پرورش فکری کودکان و نوجوانان (طحفه تهرون) و دبیر داوران کودک و نوجوان نهمین جشنواره مطبوعات کودک اشاره کرد. شماری از نقدهای قدیرمحسنی بر ادبیات کودک و نوجوان در مجله‌های تخصصی کتاب ماه کودک و نوجوان و ادبیات داستانی نیز منتشر شده‌است.
قدیرمحسنی دیدگاهی منتقدانه نسبت به وضعیت کنونی کتب کودک و نوجوان در ایران دارد. او دراینباره می‌گوید:
نويسندگان كمي در ايران هستند كه بتوانند مناسب نوجوانان بنويسند. بيش‌تر نويسندگان ما دروني مي‌نويسند در حالی كه نوجوانان آثار حادثه‌ای و كارهاي فانتزي را ترجیح مي‌دهند.

## آثار
| نام کتاب                                           | سال انتشار | ناشر                    | جزییات                                     |
| پسری که گم شد                                      | ۱۳۸۴       | شباویز                  | ترجمه شده به ترکی ناشر: نشر دانشگاه آنکارا |
| من یک جادوگر هستم                                  | ۱۳۸۶       | شباویز                  |                                            |
| مستان پرنده کوچک                                   | ۱۳۷۸       | سیمرو                   |                                            |
| قصه‌های غولی                                        | ۱۳۸۹       | پیدایش                  |                                            |
| توی شکم این گرگ چه خبر است (مجموعه داستان کودک)    | ۱۳۹۲       | امیرکبیر                |                                            |
| سرزمین دزدهای یک چشم                               | ۱۳۹۲       | علمی و فرهنگی           |                                            |
| زمین روی دوش بابای من بود                          | ۱۳۹۳       | به نشر (آستان قدس رضوی) |                                            |
| یک آدم یک دماغ                                     | ۱۳۹۴       | علمی و فرهنگی           |                                            |
| مهمانی دیوها (قصه‌های عهد بوق ۱)                    | ۱۳۹۶       | پیدایش                  |                                            |
| کوتول‌خان (قصه‌های عهد بوق ۲)                        | ۱۳۹۶       | پیدایش                  |                                            |
| سرزمین خل‌ها (قصه‌های عهد بوق ۳)                     | ۱۳۹۶       | پیدایش                  |                                            |
| دزد یک چشم (قصه‌های عهد بوق ۴)                      | ۱۳۹۶       | پیدایش                  |                                            |
| یادداشت‌های یک بچه نخستین باهوش نه، خیلی خیلی باهوش | ۱۳۹۷       | خط خطی                  |                                            |
| قصه‌های جیگیل خان-۱ (بکشید کنار من به دنیا اومدم)   | ۱۴۰۱       | انتشارات پرتقال         |                                            |

## جوایز
- برگزیده مسابقه داستان کوتاه صادق هدایت[۱۲] - ۱۳۸۶
- برگزیده پنجمین جشنواره ادبی یوسف[۱۳] - ۱۳۹۰
- تندیس بهترین داستان نخستین جشنواره «داستان طنز خط‌خطی»[۱۴] - ۱۳۹۷
- رمان کودک شایسته تقدیر در جایزه ادبی «شهید حبیب غنی‌پور» برای کتاب مهمان دیوها [۱۵] - ۱۳۹۷